# Joan Halifax
Joan Jiko Halifax (Hanover, 30 de julho de 1942) é uma professora zen-budista americana, antropóloga, ecologista, ativista dos direitos civis, cuidadora de cuidados paliativos e autora de vários livros sobre budismo e espiritualidade. Ela atualmente atua como abade e professora orientadora do Upaya Zen Center em Santa Fé, Novo México, uma comunidade Zen Peacemaker que ela fundou em 1990. Halifaxroshi recebeu transmissão do Dharma de Bernard Glassman e Thich Nhat Hanh, e estudou anteriormente com o mestre coreano Seung Sahn.
Na década de 1970 ela colaborou em projetos de pesquisa de LSD com seu ex-marido Stanislav Grof, além de outros esforços colaborativos com Joseph Campbell e Alan Lomax. Ela é fundadora da Fundação Ojai na Califórnia, que liderou de 1979 a 1989. Como uma budista socialmente engajada, Halifax fez um extenso trabalho com os moribundos por meio de seu Projeto sobre estar com o morrer (que ela fundou). Ela faz parte do conselho de administração do Mind and Life Institute, uma organização sem fins lucrativos dedicada a explorar a relação entre a ciência e o budismo.

## Biografia

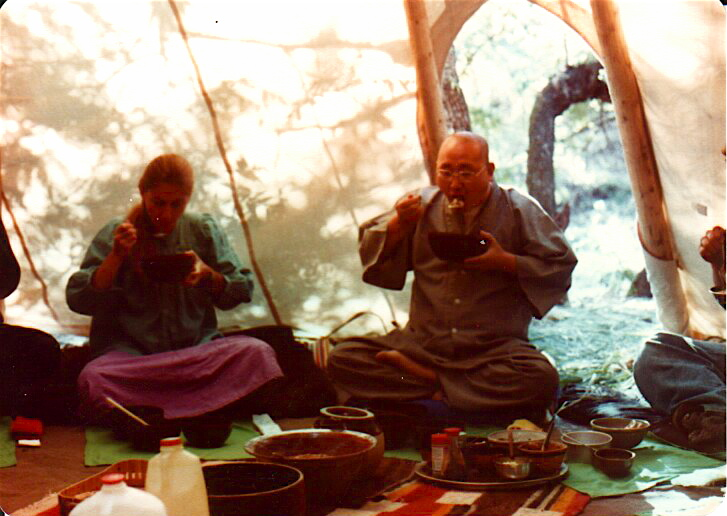
Joan com Seung Sahn Soen Sa Nim na Fundação Ojai em 1979

Joan Halifax nasceu em Hanover, Nova Hampshire, em 1942. Aos quatro anos, um vírus grave fez com que ela ficasse legalmente cega, do qual ela se recuperou dois anos depois. Em 1964, ela se formou no Harriet Sophie Newcomb College na Universidade Tulane em Nova Orleães, Luisiana, onde foi atraída para o movimento americano pelos direitos civis e participou de protestos contra a guerra. Halifax mudou-se para Nova Iorque e começou a trabalhar com Alan Lomax, e em 1965 ela estava lendo livros sobre budismo e ensinando-se a meditar. Ela trabalhou no Bureau of Applied Social Research da Universidade Columbia com Alan Lomax de 1964 a 1968. Ela então foi para Paris e trabalhou no Museu do Homem na Seção de Filme Etnográfico. Ela recebeu seu doutorado da Union Institute & University em Cincinnati em antropologia médica e psicologia e trabalhou no setor de medicina da Universidade de Miami. Ela também foi para o Mali, onde estudou a tribo indígena Dogons. Durante a década de 1970, Halifax foi para o México para estudar os Huichols.[carece de fontes?]
Halifax entrou em um casamento relativamente curto com Stanislav Grof em 1972. Ford Enquanto juntos, os dois examinaram o uso da substância LSD como mecanismo de apoio aos moribundos, publicando em conjunto o livro The Human Encounter With Death em 1977. O livro discute vários incidentes de "reencarnação" que são bastante semelhantes aos relatos regulares de experiências de quase morte.

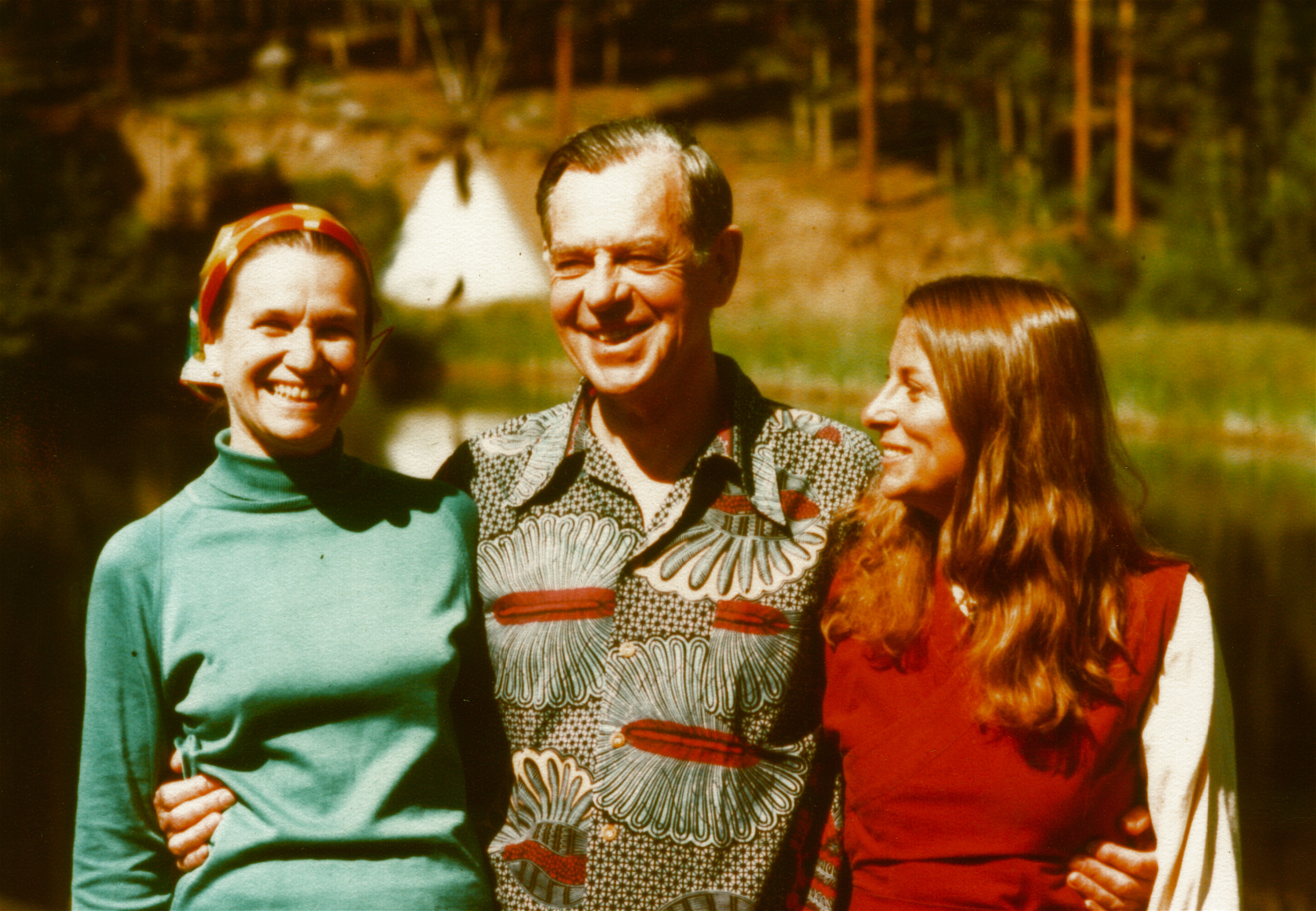
Da esquerda para a direita: Jean Erdman, Joseph Campbell e Joan, no Feathered Pipe Ranch, em Montana, final da década de 1970

Em 1979, Halifax fundou a Fundação Ojai, um centro educacional e inter-religioso. Em 1990 Halifax fundou o Upaya Zen Center, localizado em Santa Fé, Novo México. O centro oferece treinamento Zen, além de vários cursos e retiros sobre temas como budismo engajado e cuidados com os moribundos. De acordo com a autora Sarah Buie, Upaya é "...um centro residencial e de ensino nos arredores de Santa Fé, no local de comunidades budistas anteriores. Ao mesmo tempo em que procede de forma orgânica e incremental, integrando as estruturas existentes no campus de Upaya, a visão de Joan para sua forma atual tem sido abrangente. Baseia-se em sua profunda compreensão da consonância da mente e das expressões espaciais. Ela considera nossa condição de interrrelação e interdependência (vinculações com ancestrais e usos tradicionais da terra, ciclos e recursos naturais, localização dos sítios na topografia local de montanha e rio, interdependência de espaços exteriores e interiores e relações com a própria comunidade) nas escolhas de design que ela fez. A gestão cuidadosa da terra e seus recursos tem sido um fator constante no desenvolvimento do local.
Como já foi observado, Joan Halifax fez um extenso trabalho com os moribundos ao longo de sua carreira. O professor Christopher S. Queen escreve — no livro Westward Dharma (editado por Charles S. Prebish e Martin Baumann), "Ela ensina as técnicas de 'estar com a morte e morrer' para uma classe de pacientes terminais, médicos, enfermeiros, amantes, família e amigos. Ela fala com calma, com autoridade. Em uma cultura onde a morte é um inimigo a ser ignorado, negado e escondido, Joan toca fisicamente os moribundos. Ela os abraça, os ouve, os conforta, os acalma e alivia seu sofrimento por todos os meios possíveis. Ela compartilha seus pensamentos e medos; ela sente seus últimos suspiros trêmulos, segurando-os em seus braços. Ela viaja facilmente da igreja para a sinagoga, do hospício para o hospital, dispensando técnicas e treinamento nascidos das tradições e crenças budistas de uma maneira cultural e espiritualmente flexível."
Em março de 2011, ela foi nomeada pesquisadora visitante distinta no John W. Kluge Center, Biblioteca do Congresso.

## Obras publicadas

### Livros
- Halifax, Joan (2018). Standing at the edge: finding freedom where fear and courage meet (em inglês). New York: Flatiron Books, 2018.
- Halifax, Joan (2008). Being with Dying: Cultivating Compassion and Fearlessness in the Presence of Death (em inglês). Boston ; Boulder: Shambhala, 2008. ISBN 1590307186
- Halifax, Joan (1998). A Buddhist Life in America: Simplicity in the Complex (em inglês). [S.l.]: Paulist Press. ISBN 0-8091-3785-2. OCLC 37837453
- Halifax, Joan (1993). The Fruitful Darkness: Reconnecting With the Body of the Earth (em inglês). [S.l.]: HarperSanFrancisco. ISBN 0-06-250369-3
- Halifax, Joan (1991). Shamanic Voices: A Survey of Visionary Narratives (em inglês). [S.l.]: Arkana. ISBN 0-14-019348-0. OCLC 27975715
- Halifax, Joan (1982). Shaman, the Wounded Healer (em inglês). [S.l.]: Crossroad. ISBN 0-8245-0066-0. OCLC 8667806
- Grof, Stanislav; Halifax, Joan (1977). The Human Encounter with Death (em inglês). [S.l.]: E.P. Dutton. ISBN 0-525-12975-8. OCLC 2633012
- Halifax, Joan (1968). Trance in Native American Churches (em inglês). [S.l.: s.n.] OCLC 26412971

### Áudios
- Halifax, Joan (1997). Being With Dying (em inglês). [S.l.]: Sounds True. ISBN 1-56455-493-7. OCLC 37529532
- Halifax, Joan (1987). Thorns and Roses Living Mindfully (em inglês). [S.l.]: New Dimensions Foundation. OCLC 16185539
- Grof, Stanislav; Halifax, Joan. Optional Ways of Dying (em inglês). [S.l.]: Big Sur Recordings. OCLC 36710741

### Vídeo
- Omega Institute for Holistic Studies (1992). Elder As Healer With Joan Halifax (em inglês). [S.l.]: Panacea Productions. OCLC 28118179

### Foto
- Foto de Joan Halifax (no Flickr)